# Elfleda (nome)
Elfleda  è un nome proprio di persona inglese femminile.

## Varianti
- Femminili: Elfled[2]

## Origine e diffusione

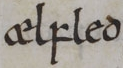
Una forma antica del nome nella Cronaca anglosassone (riferita a Elfleda, figlia di Offa di Mercia)

È un nome medio inglese, forma latinizzata del nome anglosassone Ælfflæd, formato da ælf ("elfo") e flæd ("bellezza", "purezza"); già prima dell'XI secolo questo nome si era mischiato con Æðelflæd o Æthelflæd, dall'etimologia simile ma con il primo elemento da ricondurre ad æðel ("nobile").
Tutti questi nomi caddero in disuso dopo la conquista normanna; Elfleda venne brevemente riportato in voga nel XIX secolo.

## Onomastico
L'onomastico si può festeggiare in memoria di più sante, alle date seguenti:
- 8 febbraio, santa Elfleda, badessa di Whitby[3]
- 23 aprile o 23 ottobre, santa Elfleda (o Elgina, Elgisa, Etelfreda e altri nomi), principessa anglosassone, vedova e anacoreta presso Glastonbury[3][4]
- 23 ottobre, santa Etelfleda o Elfleda di Ramsey, badessa di Romsey[3][4]

## Persone
- Elfleda, moglie di Edoardo il Vecchio
- Elfleda, badessa britannica